# Lorena Ochoa
Lorena Ochoa, född 15 november 1981 i Guadalajara, är en mexikansk före detta golfspelare som spelade på LPGA-touren. Hon var den andra mexikanska golfspelare att någonsin kvalificera sig till touren, men blev snabbt en av dess bästa spelare. Golfen i Mexiko har fått viss uppmärksamhet tack vare Ochoa.
Ochoa växte upp precis intill Guadalajaras golfklubb och började spela golf vid fem års ålder. Hon vann sin första tävling vid sex års ålder och sin första nationella tävling vid sju års ålder. Totalt som junior vann hon 22 tävlingar i hemstaten och 44 nationella tävlingar. Hon vann också fem titlar i rad i Junior World Golf Championships. 2000 började hon studera vid University of Arizona i USA. Hon dominerade collegegolfen i två år, och vann NCAA:s utmärkelse årets golfare 2001 och 2002. I sitt andra år på college vann hon åtta collegetävlingar i rad.
Ochoa slutade skolan efter sitt andra år för att bli professionell. Hon vann tre av tio tävlingar på 2002 års Futures Tour, och toppade penninglistan för att bli medlem i LPGA till nästa säsong. Hon utsågs till årets nykomling på LPGA-touren 2003, och slutade nia på penninglistan. 2004 vann hon sina två första LPGA-tävlingar, och blev trea i penninglistan. Hon fortsatte i samma starka form första halvan av 2005.
I april 2007 petade hon ner Annika Sörenstam och blev den nya världsettan och i augusti samma år vann hon sin första major, Women's British Open. Hon avslutade golfkarriären år 2010.
I november 2001 fick Ochoa Mexikos nationella sportpris av landets president Vicente Fox. Hon är den yngsta att ta emot priset, och den första golfaren att göra det.

## LPGA Tour-segrar
- 2004(2) Franklin American Mortgage Championship, Wachovia LPGA Classic Hosted by Betsy King
- 2005(1) Wegmans Rochester LPGA
- 2006(6) LPGA Takefuji Classic, Sybase Classic, Wendy's Championship for Children, Corona Morelia Championship, Samsung World Championship, The Mitchell Company Tournament of Champions
- 2007(8) Safeway International, Sybase Classic, Wegmans LPGA, Women's British Open, CN Canadian Open, Safeway Classic, Samsung World Championship, ADT Championship
- 2008(1) HSBC Women's Championship